# Hluboká

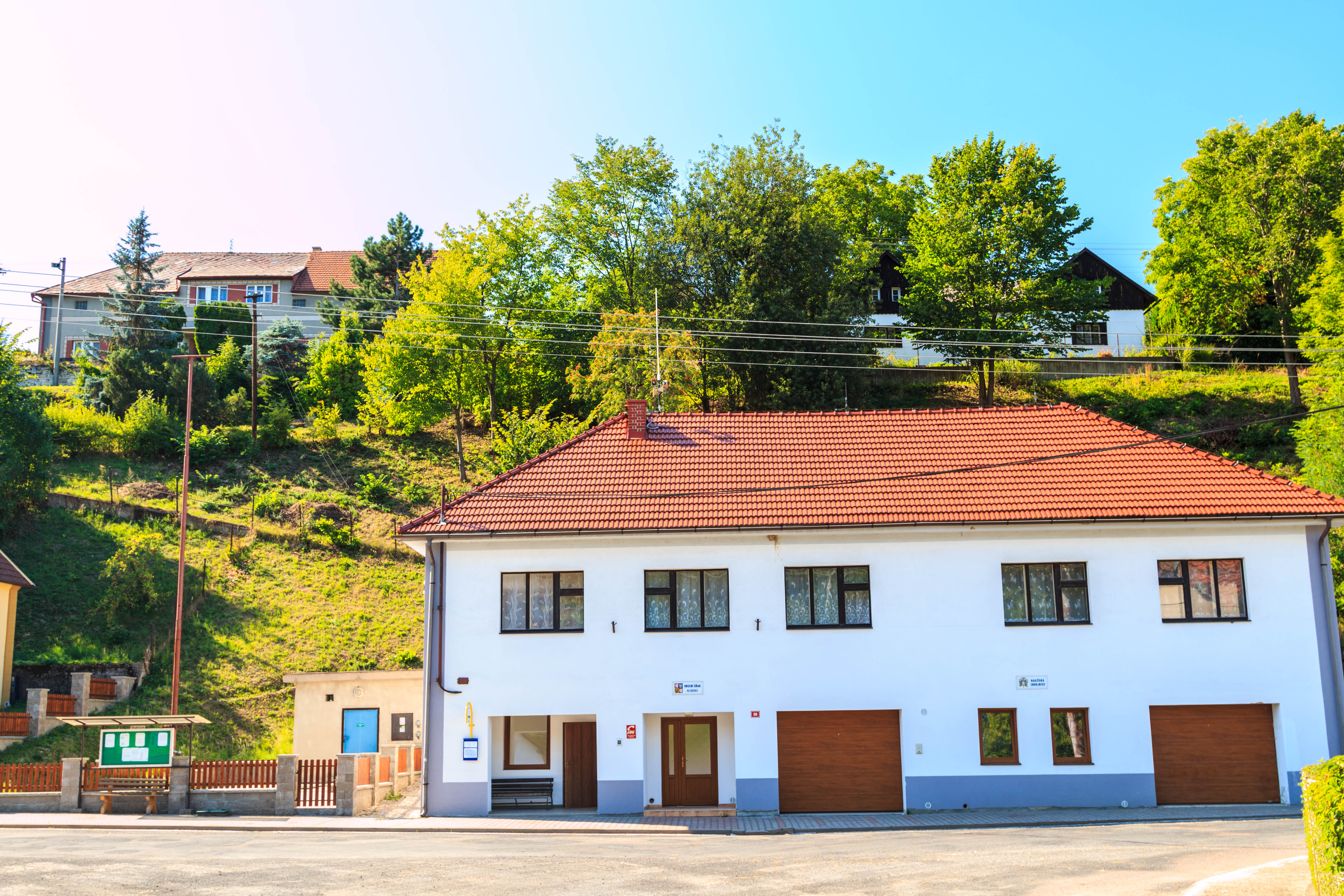
Gemeindeamt

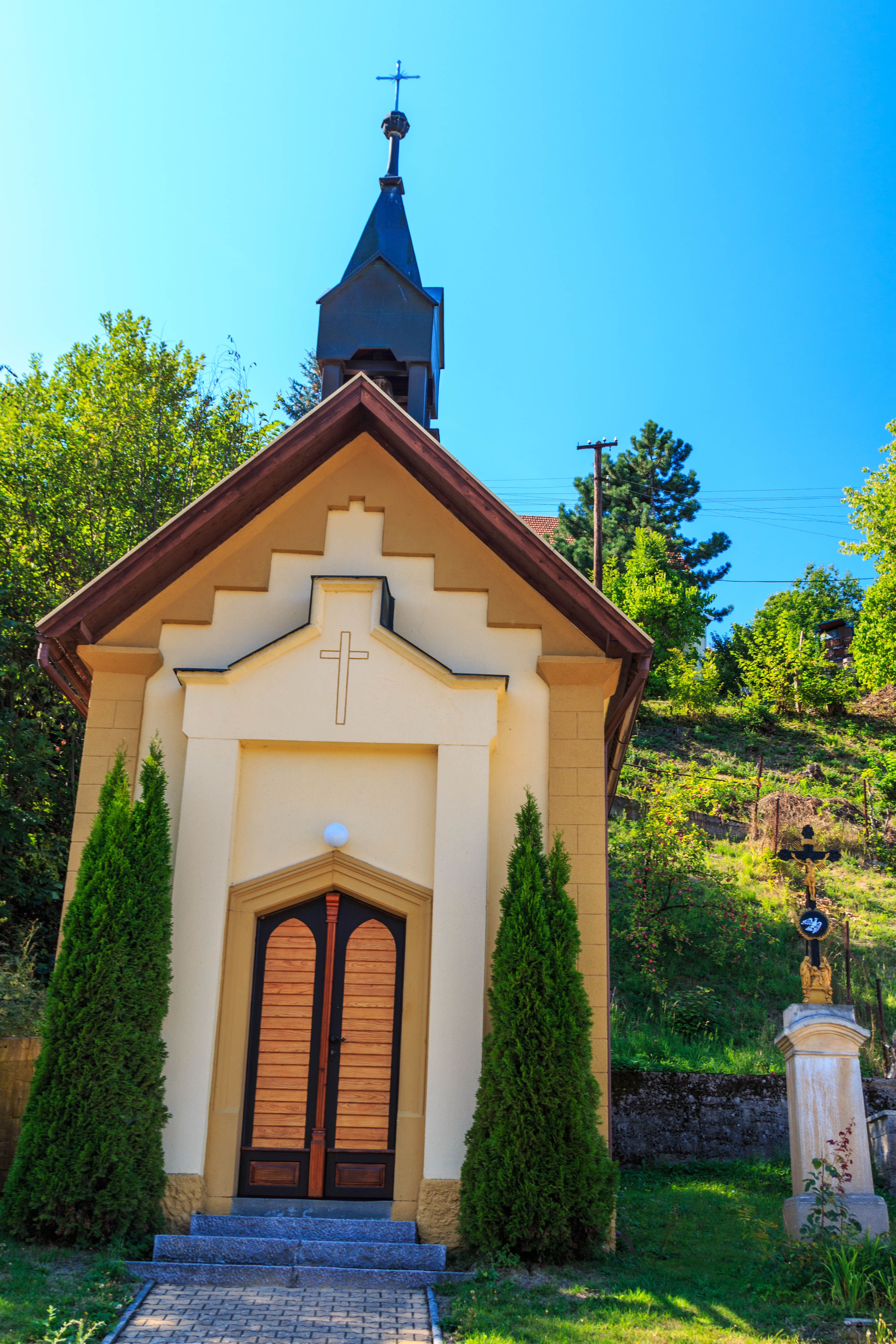
Kapelle in Hluboká

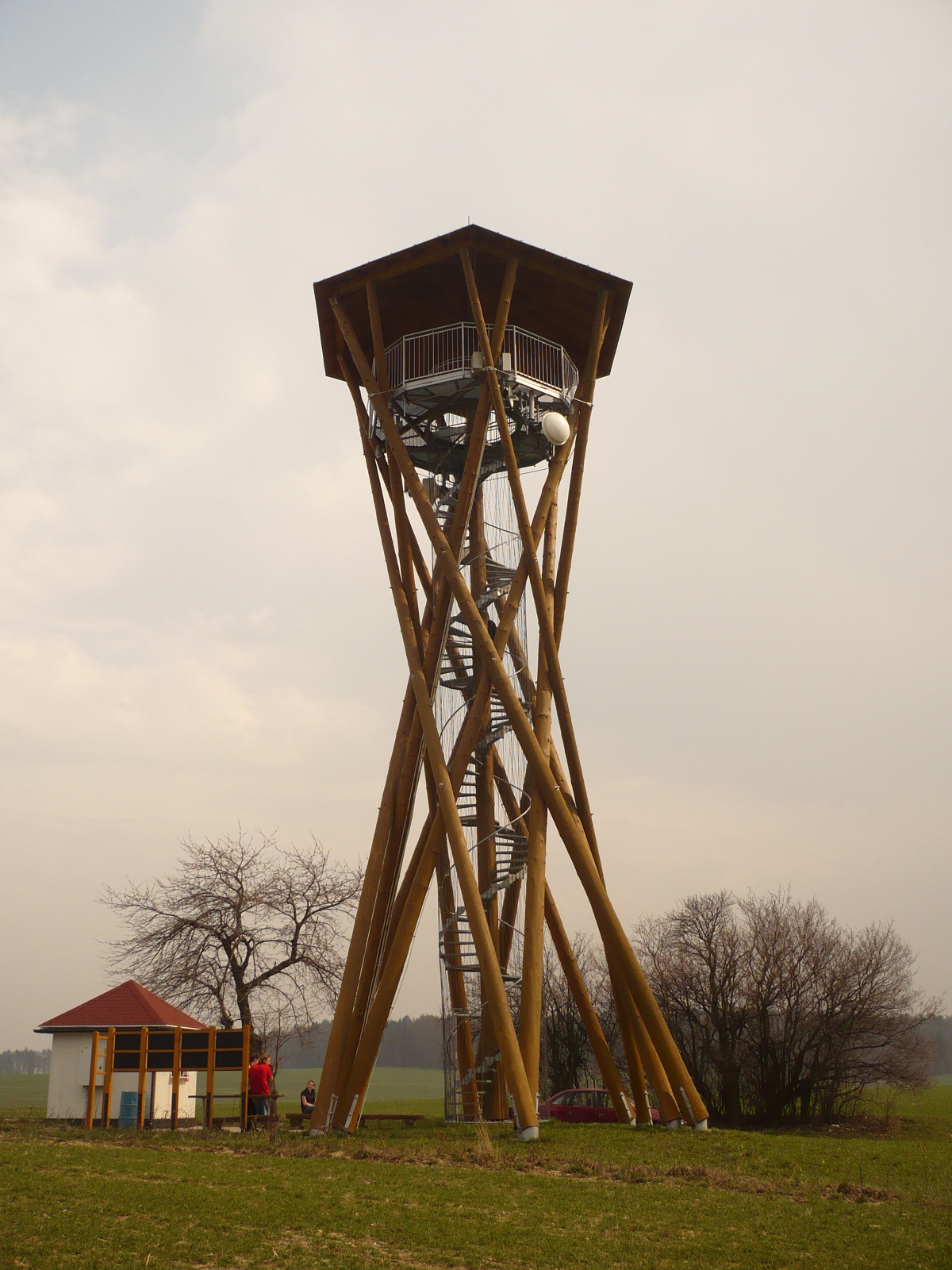
Aussichtsturm Borůvka

Hluboká (deutsch Hluboka) ist eine Gemeinde in Tschechien. Sie liegt sechs Kilometer östlich von Skuteč und gehört zum Okres Chrudim.

## Geographie
Hluboká befindet sich im oberen Tal des Baches Hlubočický potok in der Novohradská stupňovina (Neuschlosser Stufenland). Südöstlich erheben sich die Bezkoutí und der Macháčkův kopec (509 m n.m.), im Westen die Heráně (453 m n.m.).
Nachbarorte sind Brdo, Rabouň, Drahoš, Hlubočice und Rvasice im Norden, Chlum, Střítež und Haberka im Nordosten, Polanka, Nové Hrady, Roudná und Nová Ves u Jarošova im Osten, Jarošov, Březiny und Perálec im Südosten, Česká Rybná, Březiny und Kutřín im Süden, Hněvětice, Předhradí und Lažany im Südwesten, Borek, Skuteč, Zbožnov und Oborský Mlýn im Westen sowie Zhoř im Nordwesten.

## Geschichte
Die erste schriftliche Erwähnung von Hluboká erfolgte im Jahre 1144. Zum Ende des 17. Jahrhunderts richteten die Koschumberger Jesuiten im Haus Nr. 1 eine Niederlassung und einen Betsaal ein.
Im Jahre 1835 bestand das im Chrudimer Kreis gelegene Dorf Hluboka aus 73 Häusern, in denen 424 Personen, darunter 14 protestantische und zwei jüdische Familien, lebten. Hluboka war zwischen drei Herrschaften geteilt. 50 Häuser gehörten zur Herrschaft Chraustowitz (Gut Koschumberg), 9 Häuser zur Herrschaft Hrochow-Teinitz und 9 Häuser mit 59 Einwohnern zur Herrschaft Richenburg. Der Richenburger Anteil war dem Gericht Hniewietitz zugeteilt, der Hrochow-Teinitzer dem Gericht Střiteř. Im Chraustowitzer und im Hrochow-Teinitzer Anteil befand sich jeweils ein Wirtshaus. Der Schulunterricht fand in Peraletz stand. Katholischer Pfarrort war Richenburg. Die Protestanten gehörten zum Pastorat Prosetsch. Bis zur Mitte des 19. Jahrhunderts blieb Hluboka zwischen den Allodialherrschaften Chraustowitz, Hrochow-Teinitz und Richenburg geteilt.
Nach der Aufhebung der Patrimonialherrschaften bildete Hluboká mit dem Ortsteil Stříteř eine Gemeinde im Gerichtsbezirk Skutsch. Ab 1868 gehörte die Gemeinde zum politischen Bezirk Hohenmauth. 1869 hatte das Dorf 459 Einwohner, 1880 waren es 491 und im Jahre 1900 415. Als 1879 in Perálec ein Schulneubau notwendig wurde, beschloss die Gemeinde die Einrichtung einer eigenen Schule in Hluboká. Die Einrichtung der Schule wurde jedoch nicht genehmigt; stattdessen musste die Gemeinde 1600 Gulden zum Schulneubau in Perálec beisteuern. Nachdem 1903 eine Rekonstruktion der Schule in Perálec notwendig wurde, errichtete die Gemeinde Hluboká in den Jahren 1904–1905 ihre eigene Schule, in der im Oktober 1905 der Unterricht begann. Der Bau der Straße vom Vlčí hrdlo über Hluboká, Brdo und Doly ins Novohradkatal begann 1903. In den Jahren 1922–1923 entstand die Straße von Hluboká nach Střítež. Im Jahre 1949 wurde Střítež eigenständig. Die Gemeinde Hluboká wurde im selben Jahre dem Okres Hlinsko zugeordnet, seit 1961 gehört sie zum Okres Chrudim. 1964 erfolgte die Eingemeindung von Střítež (mit Chlum und Dolany). 1970 lebten im Dorf Hluboká 298 Menschen. Die Schule wurde 1974 geschlossen, seitdem findet der Unterricht wieder in Perálec statt. Am 1. Januar 1989 wurde Hluboká nach Skuteč eingemeindet; seit dem 31. August 1990 besteht die Gemeinde wieder. Beim Zensus von 2001 bestand die Gemeinde aus 124 Häusern, in denen 225 Personen lebten; der Kernort Hluboká bestand aus 84 Häusern und hatte 176 Einwohner. Am 4. Juni 2005 wurde auf der Hochfläche Na Borůvčí zwischen Hluboká und Borek der Aussichtsturm Borůvka eröffnet.

## Gemeindegliederung
Die Gemeinde Hluboká besteht aus den Ortsteilen Chlum, Dolany (Dollan), Hluboká (Hluboka) und Střítež (Stritesch). Zu Hluboká gehört zudem der Weiler Březiny. Grundsiedlungseinheiten sind Chlum, Hluboká und Střítež.
Das Gemeindegebiet gliedert sich in die Katastralbezirke Hluboká u Skutče und Střítež u Skutče.

## Sehenswürdigkeiten
- Kapelle in Hluboká, erbaut 1878
- Kapelle in Střítež, erbaut 1884
- Kreuz am Weg nach Brdo, errichtet 1907
- Kreuz am Weg nach Předhradí, errichtet 1916
- Gedenkstein für die Gefallenen des Ersten Weltkrieges, am Brunnen Roubenka in der Ortsmitte von Hluboká, enthüllt 1924
- Naturdenkmal Střítežská rokle
- Naturdenkmal Pivnice
- Aussichtsturm Borůvka, er ist der dritte vom Gemeindeverband Toulovcovy Maštale realisierte Aussichtsturm. Die Holz-Metall-Konstruktion hat eine Höhe von 18,5 m, die Aussichtsplattform befindet sich in 15 m Höhe.[7]